# Kort Verband Vrijwilliger
Een Kort Verband Vrijwilliger (KVV’er) was een functie bij het ministerie van Defensie en werd vervuld door iemand die op vrijwillige basis voor een periode van 4 of 6 jaar een dienstbetrekking aanging bij een van de krijgsmachtonderdelen. Deze functie was niet dezelfde als die van een reservist, die oproepbaar is in geval van nood of oorlogsdreiging en in de burgermaatschappij een beroep heeft. De functie van KVV'er is opgeheven in 1995, die van reservist is nog steeds van kracht.
Een KVV’er vervulde met zijn dienstbetrekking ook zijn eventuele dienstplicht. Hij kon kiezen uit een 4- of 6-jarig verband. In aanmerking kwamen o.a. matrozen, korporaals, vaandrigs, kornetten, sergeanten, wachtmeesters en zij die hiervoor in opleiding waren. Emolumenten waarvoor zij in aanmerking kwamen:  
- een maandsalaris, hoger dan soldij;
- opgebouwde premie, die aan het eind van de looptijd wordt uitgekeerd;
- studie-faciliteiten tijdens de looptijd;
- studietoelagen na de verbintenis;
- hulp bij het terugkeren in de burgermaatschappij.

Een KVV’er was niet hetzelfde als een Vrijwillig Nadienende (VND'er); deze kon 1, 2, 3 of 4 jaar nadienen na het vervullen van de militaire dienstplicht. Hierbij ging de periode in bij het ingaan van het klein of groot verlof. Het gold voor vaandrigs, kornetten, sergeanten, wachtmeesters en zij die hiervoor in opleiding waren, en in bijzondere gevallen ook voor korporaals en soldaten. Ook voor hen golden dezelfde emolumenten als voor een KVV’er.
De functie van KVV'er is opgeheven, tegelijkertijd met het opschorten van de militaire dienstplicht in 1995. De functie was bedoeld als vrijwillige aanvulling op deze dienstplicht.